# Michael McIntyre
Michael McIntyre (ur. 21 lutego 1976 w Londynie) – brytyjski komik, aktor i autor tekstów.

## Biografia
Urodził się w Merton (Londyn) 21 lutego 1976 roku. W 2012 roku, dzięki dochodom z trasy „Showtime” wynoszącym 12 milionów funtów, został najlepiej zarabiającym komikiem na świecie. Znany jest przede wszystkim z programów: Live at the Apollo (2007 r., 2008 r., 2009 r., BBC One), Michael McIntyre’s Comedy Roadshow (2009 r.), The Michael McIntyre Chat Show (2014 r., BBC One) czy Michael McIntyre’s Big Show (2016 r., BBC One). 
W 2010 roku został najmłodszym prowadzącym Royal Variety Performance. W tym samym roku napisał swoją autobiografię: „Life and Laughing: My story”, wydaną przez Penguin Books Limited. W 2011 roku zasiadł w jury programu Britain’s Got Talent.

## Nagrody
W latach 2010 i 2012 był nominowany do nagrody BAFTA. W 2009 roku zdobył nagrodę British Comedy Awards za najlepszy stand-up oraz w 2010 w kategorii Najlepszy Komik Telewizyjny.